# ORF3a
ORF3a (المعروف سابقا بـX1 أو U274) هو جين يتواجد لدى فيروسات كورونا التي تنتمي إلى الجنيس المسبب للسارس الذي يشمل سارس-كوف وسارس-كوف-2. ويشفر بروتينا ملحقا طوله حوالي 275 حمض أميني يُعتقد أن له وظيفة فيروبورين. وهو أطول بروتين فيروسي ملحق  وكان أول البروتينات الملحقة التي تم تحديدها في فيروس سارس-كوف.

## علم مقارنة الجينومات
ORF3a محفوظ جيدا في الجنس الفرعي ساربيكوفيروس. ويتماثل تسلسل بروتينه بنسبة 73% بين سارس كوف (274 حمض أميني) وسارس-كوف-2 (275 حمض أميني). يتواجد داخل إطار القراءة المفتوح الخاص بـORF3a عدة جينات متداخلة: ORF3a وORF3b و(في سارس-كوف-2 فقط) ORF3c. يمثل التداخل بين ORF3a وORF3c وORF3d مثالا نادرا على أن جميع إطارات القراءة الثلاثة الممكنة لنفس التسلسل تشفر بروتينات وظيفية.
رغم أن ORF3a متواجد في الجُنيس ساربيكوفيروس، إلا أنه غائب في جُنيس آخر من فيروسات كورونا بيتا وهو إمبيكوفيروس الذي يشمل فيروسي كورونا البشريين: HKU1 وOC43، ويمكن أن يكون ذو صلة بعيدة مع الـORF5 في جنيس ميربيكوفيروس الذي يشمل فيروس ميرس-كوف. تم تحديد نديد لـORF3a في فيروسات كورونا ألفا التي تشمل فيروسي كورونا البشريين 229E وNL63، ولم يتم تحديد نديد له في فيروسات كورونا غاما وفيروسات كورونا دلتا.

## البنية
بروتين ORF3a هو بروتين عبر غشائي يحتوي ثلاث نطاقات عبر غشائية، ويملك نطاق خارجي بالنهاية الأمينية ونطاق داخلي بالنهاية الكربوكسيلية والذي تفصله عن النطاق عبر الغشائي منطقة غنية بالسيستئين. يُعتقد أنه يعمل كثنائي أو رباعي قسيمات يتم تجميعه عند الغشاء البلازمي، كما يمكن أن يشكل قليل قسيمات أكبر ذو تأثيرات وظيفية غير معروفة.

### تعديلات ما بعد الترجمة
في تعديلات ما بعد الترجمة، لوحظت غلكزة-O في سارس-كوف، ولوحظت غلكزة-N في فيروس NL63.

## التعبير والتموقع
يتواجد جين ORF3a مع جينات بروتينات ملحقة أخرى بجوار الجينات المشفرة للبروتينات البنيوية في النهاية 3' الخاصة بالرنا الجينومي لفيروس كورونا. يقع ORF3a بين جيني الشوكة (S) والغلاف (E)، ويُعبر عنه من ثاني أكبر رنا جينومي فرعي. في سارس-كوف يتنوع تموقعه الخلوي، ويمكن العثور عليه في السيتوبلازم وفي الغشاء الخلوي وفي جهاز غولجي. يحتوي تسلسله على إشارة توجيه توجهه إلى الغشاء البلازمي. وفي فيروس NL63 يتم توجيهه إلى العنقود الحويصلي الأنبوبي [الإنجليزية] (ERGIC).

## الوظيفة
لا يبدو أن بروتين ORF3a أساسي لتضاعف الفيروس، وتوجد أدلة متضاربة من دراسات أجريت على سارس-كوف حول ما إذا كان حذف هذا الجين يُخفض من فعالية التضاعف أم لا.

### فيروبورين
يُعتقد أن هذا البروتين يُشكل قناة أيونية نفوذة للكاتيون، ويُعتقد أنه يعمل كفيروبورين. إلى جانب البروتين الغشائي، هذا البروتين أحد اثنين من الفيروبورينات المحتملة في سارس-كوف-2، وأحد ثلاثة محتملة في سارس-كوف الذي يُشفر فيروبورينا ثالثا بواسطة ORF8.

### تأثرات مع البروتينات الفيروسية
تم إظهار أن البروتين ORF3a في سارس-كوف يقوم بتآثرات بروتين-بروتين مع العديد من البروتينات البنيوية مثل: البروتين الشوكي والبروتين الغشائي وبروتين القفيصة النووية وكذلك ORF7a وهو بروتين ملحق آخر. ويمكنه عبر المنطقة الغنية بالسيستئين إنشاء روابط ثنائي كبريتيد مع بروتين الشوكة. لُوحظ إدراج بروتين ORF3b في غشاء الفيروس في سارس-كوف  وفي NL63 وهو ما يشير إلى أنه بروتين فيروسي بنيوي.

### تأثيرات على الخلية المضيفة
وُصفت العديد من تأثيرات ORF3a على الخلية المضيفة تحت ظروف تجريبية. ORF3a مرتبط بإحداث الاستماتة في دراسات شملت كلا من سارس-كوف وسارس-كوف-2 في مزارع خلوية.

### توليد المناعة
بروتين ORF3a مولد للضد وقد لوحظت الأجسام المضادة لدى المرضى المتعافين من إصابات بسارس-كوف (الذي يسبب مرض السارس) أو بسارس-كوف-2 (الذي يسبب كوفيد-19).